# Torta paesana
La torta paesana o torta del pueblo, también llamada torta negra es un postre típico de las zonas de Martesana, Brianza y Alto Milanese; en Gessate se conoce como torta paciarella, en Canegrate se llama torta di Canegrate  y en Cabiate papina di Cabiate.
Nacida como una forma de reutilizar el pan seco, como muchas preparaciones de la cocina tradicional presenta numerosas variaciones, pero la base siempre está formada por pan duro, leche y cacao (antes de mediados del siglo XX más probablemente café o sustitutos), a menudo enriquecidos con amaretto y/o galletas, azúcar, pasas, piñones, frutas confitadas y pan d' anise (bizcocho con sabor a anís). Se sirve principalmente en las fiestas del pueblo y durante las celebraciones del mes de octubre.